# Präsidium des 21. Deutschen Bundestages
Das Präsidium des 21. Deutschen Bundestages besteht aus der Bundestagspräsidentin Julia Klöckner (CDU) sowie den Stellvertretern Andrea Lindholz (CSU), Josephine Ortleb (SPD), Omid Nouripour (Bündnis 90/Die Grünen) und Bodo Ramelow (Die Linke).

## Aufgaben
Die Geschäftsordnung des Deutschen Bundestages beschreibt die Aufgabe wie folgt: „Der Präsident vertritt den Bundestag und regelt seine Geschäfte. Er wahrt die Würde und die Rechte des Bundestages, fördert seine Arbeiten, leitet die Verhandlungen gerecht und unparteiisch und wahrt die Ordnung im Hause.“ Ist der Präsident verhindert, vertritt ihn einer seiner Stellvertreter aus der zweitstärksten Fraktion. (§ 7 GO-BT).
Protokollarisch bekleidet der Bundestagspräsident Anm. 1 nach dem Bundespräsidenten das zweithöchste Amt im Staat.

## Mitglieder
Der Präsident Anm. 1 und die jeweiligen Stellvertreter bilden das Bundestagspräsidium (§ 5 GO-BT). Es wird für die Dauer der Wahlperiode gewählt.
Im Gegensatz zu vorherigen Legislaturperioden kandidierte 2025 niemand aus dem vorherigen Bundestagspräsidium erneut.
Präsidentin des 21. Deutschen Bundestages ist seit dem 25. März 2025 Julia Klöckner. Ihre Stellvertreter sind Andrea Lindholz, Josephine Ortleb, Omid Nouripour und Bodo Ramelow. Der fünfte Stellvertreterposten ist unbesetzt.

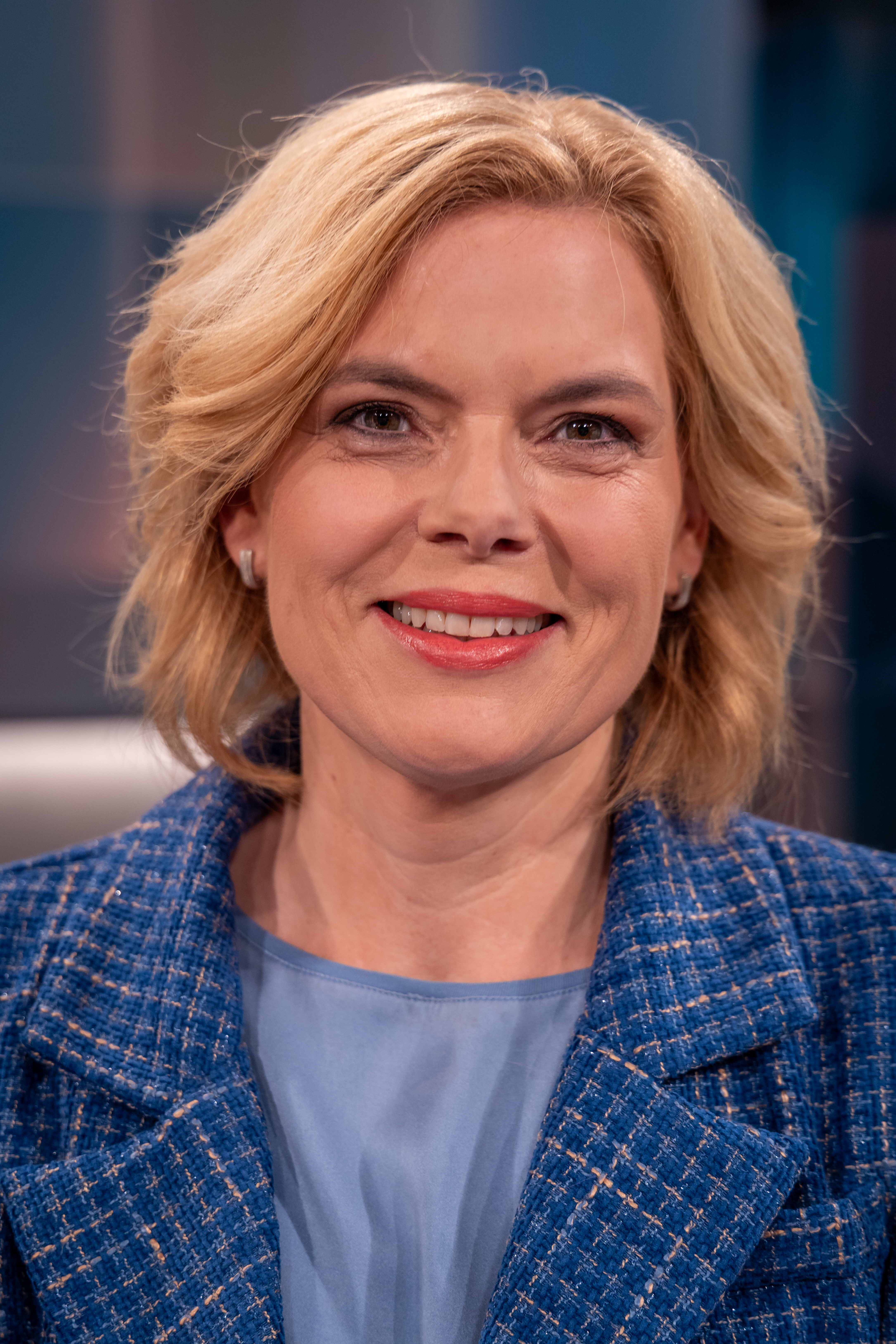
Julia Klöckner (CDU)
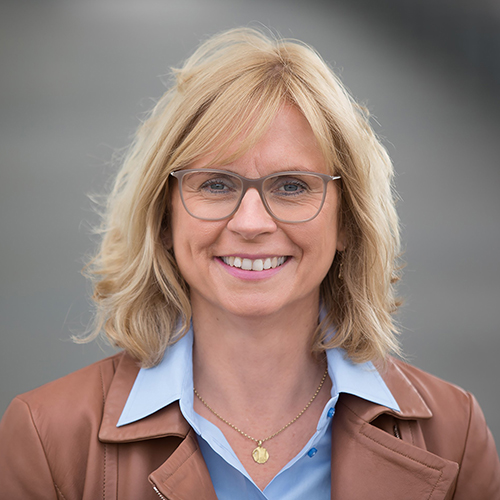
Andrea Lindholz (CSU)
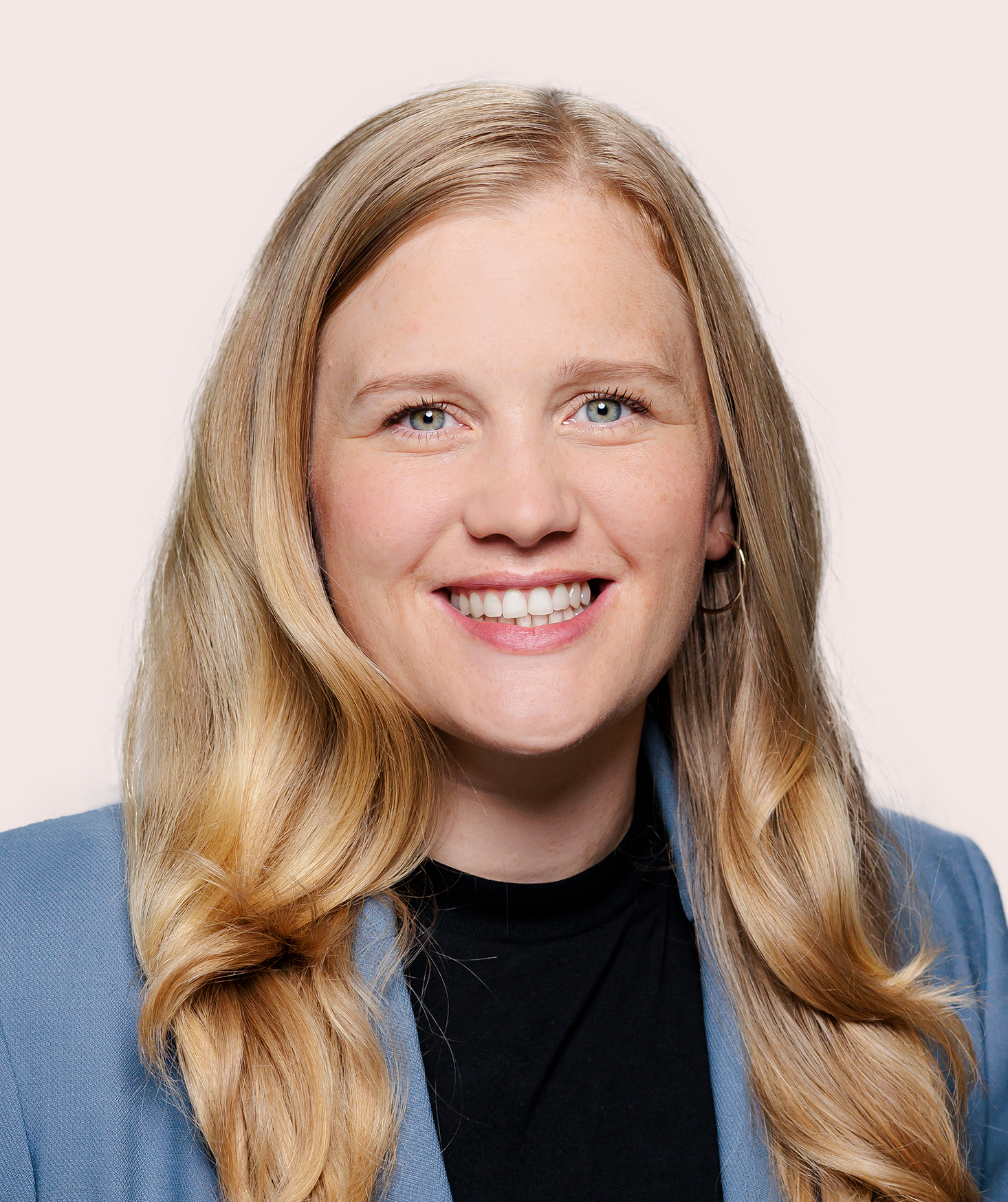
Josephine Ortleb (SPD)
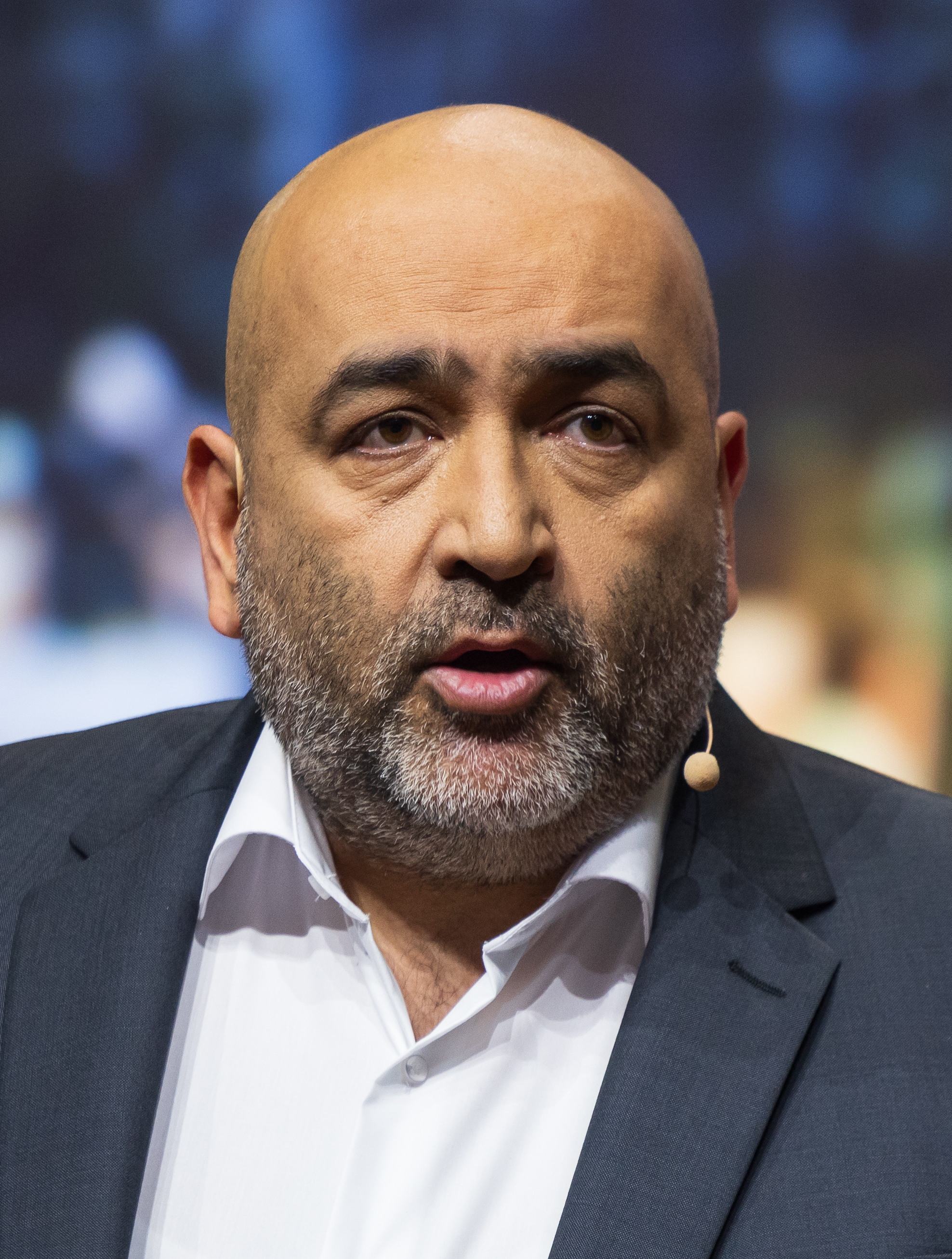
Omid Nouripour (Grüne)
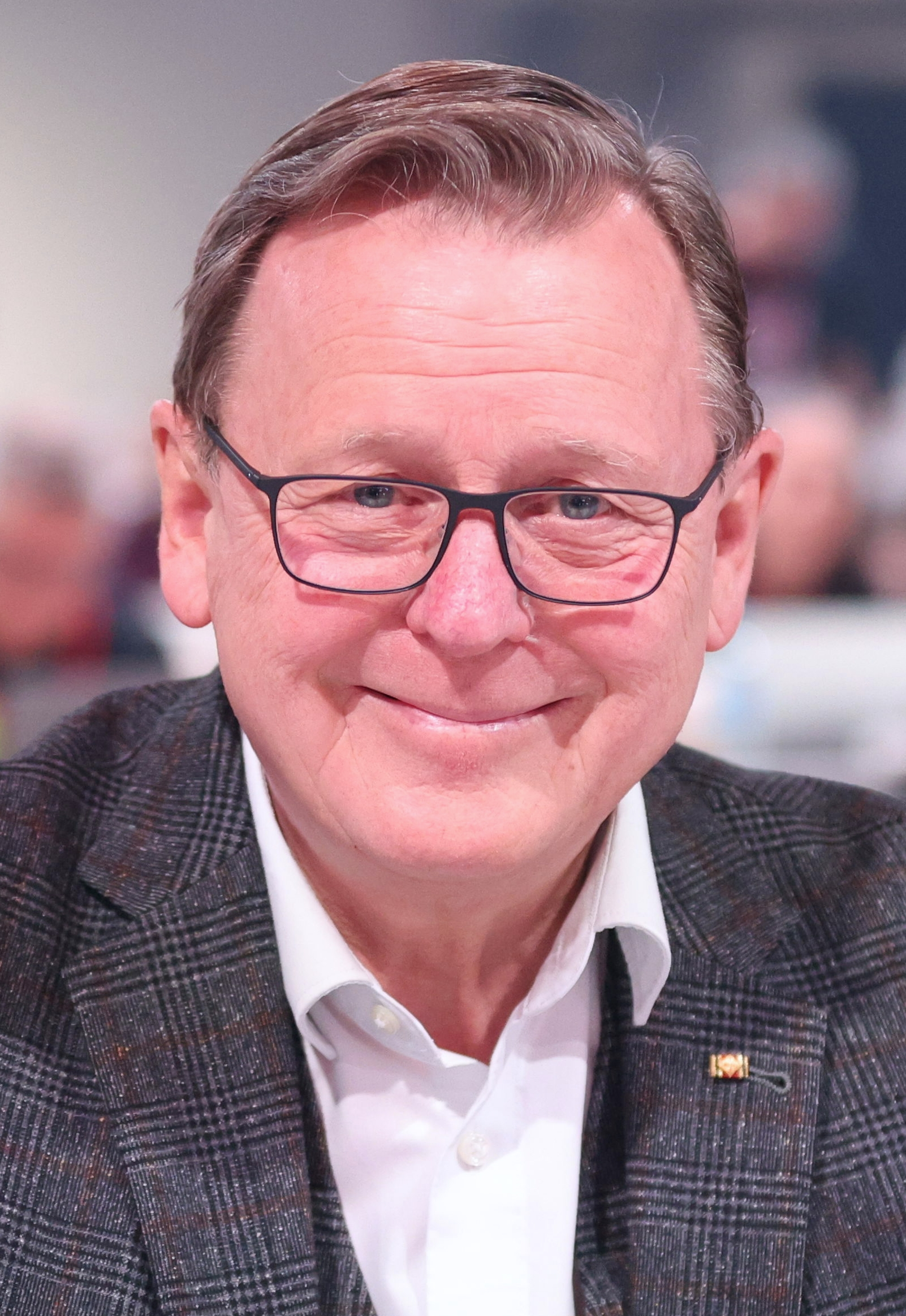
Bodo Ramelow (Linke)

### Wahl des Präsidenten des Bundestages
Die Wahl des Bundestagspräsidenten Anm. 1 fand am 25. März 2025 in der konstituierenden Sitzung des in der Bundestagswahl 2025 gewählten 21. Deutschen Bundestages statt. Den Wahlvorgang in geheimer Wahl leitete der Alterspräsident, das war gemäß § 1 GO-BT das am längsten dem Bundestag angehörende Mitglied (Gregor Gysi, Die Linke).
Das Vorschlagsrecht steht traditionell der stärksten Fraktion zu. Für die CDU/CSU-Fraktion im Deutschen Bundestag schlug Friedrich Merz die CDU-Abgeordnete Julia Klöckner vor.
Der Bundestag wählte sie mit 382 Stimmen zur Bundestagspräsidentin. Die dafür nach § 2 Abs. 2 Satz 1 GO-BT erforderliche Mehrheit der 630 Mitglieder des 21. Deutschen Bundestages belief sich auf mindestens 316 Stimmen. Klöckner erklärte, die Wahl anzunehmen.
| Kandidat       | Fraktion | Datum         | Ja Anm. 2 | Nein | Ent- haltung | un- gültig | gesamt     | Anmerkung |
| -------------- | -------- | ------------- | --------- | ---- | ------------ | ---------- | ---------- | --------- |
| Julia Klöckner | CDU/CSU  | 25. März 2025 | 382       | 204  | 031          | 05         | 622 Anm. 3 | gewählt   |

### Wahl der Stellvertreter („Vizepräsidenten“)
Sodann leitete die Präsidentin Julia Klöckner die weitere Sitzung und die Wahl ihrer Stellvertreter. Nach § 2 Abs. 1 Satz 2 GO-BT ist jede Fraktion des Deutschen Bundestages durch mindestens einen Vizepräsidenten oder eine Vizepräsidentin im Präsidium vertreten; gewählt ist gemäß Abs. 2, wer die Stimmen der Mehrheit der Mitglieder des Bundestages erhält. In der Sitzung am 25. März 2025 wurde die Zahl der Stellvertreter auf fünf festgelegt.
Für die Wahl am 25. März 2025 nominierte die Unionsfraktion Andrea Lindholz, die AfD-Fraktion Gerold Otten, die SPD-Fraktion Josephine Ortleb, die Fraktion Bündnis 90/Die Grünen Omid Nouripour und die Fraktion Die Linke Bodo Ramelow für das Amt eines Stellvertreters. Bei der Wahl mit verdeckten Stimmkarten, zu der im Gegensatz zur Wahl der Präsidentin nicht namentlich aufgerufen wurde, erreichten die Abgeordneten Andrea Lindholz mit 425 „Ja“-Stimmen, Josephine Ortleb (434 × „Ja“), Omid Nouripour (432 × „Ja“) und Bodo Ramelow (318 × „Ja“) jeweils die erforderliche Mehrheit der 630 Mitglieder des Bundestages. Die vier Gewählten nahmen die Wahl an. Der Abgeordnete Gerold Otten erreichte im ersten Wahlgang 185, im zweiten Wahlgang 190 „Ja“-Stimmen. Er verfehlte mit 184 „Ja“-Stimmen im 3. Wahlgang auch die in diesem nach § 2 Abs. 2 Satz 3 GO-BT erforderliche Mehrheit der abgegebenen Stimmen. Weitere Wahlgänge gab es an diesem Tag nicht.
Bei einer weiteren Wahl am 26. Juni 2025 erhielt der von der AfD-Fraktion am 23. Mai 2025 nominierte Michael Kaufmann mit 156 „Ja“-Stimmen nicht die notwendige Mehrheit.
| Kandidat         | Fraktion | Datum                       | Ja Anm. 2 | Nein | Ent- haltung | un- gültig | gesamt     | Anmerkung     |
| ---------------- | -------- | --------------------------- | --------- | ---- | ------------ | ---------- | ---------- | ------------- |
| Andrea Lindholz  | CDU/CSU  | 25. März 2025 (1. Wahlgang) | 425       | 132  | 53           | 3          | 613 Anm. 3 | gewählt       |
| Gerold Otten     | AfD      | 25. März 2025 (1. Wahlgang) | 185       | 411  | 10           | 7          | 613 Anm. 3 | nicht gewählt |
| Josephine Ortleb | SPD      | 25. März 2025 (1. Wahlgang) | 434       | 145  | 31           | 3          | 613 Anm. 3 | gewählt       |
| Omid Nouripour   | Grüne    | 25. März 2025 (1. Wahlgang) | 432       | 156  | 22           | 3          | 613 Anm. 3 | gewählt       |
| Bodo Ramelow     | Linke    | 25. März 2025 (1. Wahlgang) | 318       | 256  | 34           | 5          | 613 Anm. 3 | gewählt       |
|                  |          |                             |           |      |              |            |            |               |
| Gerold Otten     | AfD      | 25. März 2025 (2. Wahlgang) | 190       | 401  | 13           | 1          | 605 Anm. 3 | nicht gewählt |
|                  |          |                             |           |      |              |            |            |               |
| Gerold Otten     | AfD      | 25. März 2025 (3. Wahlgang) | 184       | 403  | 15           | 1          | 603 Anm. 3 | nicht gewählt |
|                  |          |                             |           |      |              |            |            |               |
| Michael Kaufmann | AfD      | 26. Juni 2025               | 156       | 416  | 14           | 2          | 588 Anm. 4 | nicht gewählt |
|                  |          |                             |           |      |              |            |            |               |